# Mikrovalovna pečica
Mikrovalovna pečica tudi »mikrovalovka« je gospodinjski pripomoček, ki se uporablja za pripravo (kuhanje) in segrevanje hrane, pijače s pomočjo absorbcije mikrovalov. Na popularnosti je pridobil v sedemdesetih letih.

## Zgodovina
Prvi, ki je odkril kuhanje hrane s pomočjo mikrovalov, je bil izumitelj Percy Spencer. Med upravljanjem enega od delujočih magnetronov za Raytheon je ugotovil, da se mu je čokoladna tablica v žepu stopila. Kmalu je prišel do spoznanja, da se je to zgodilo zaradi mikrovalov. Prva mikrovalovna pečica je bila patentirana 8. oktobra 1945, leta 1947 pa je bila tudi narejena. Imenovala se je Radarange in je bila kar 1.8 m visoka ter 340 kilogramov težka naprava. Porabila je 3000 W in ustvarila trikrat manj žarčenja kot današnje. Šele leta 1954 je bila nared za prodajo, in sicer po ceni 2000-3000 dolarjev.
V šestdesetih letih je podjetje Litton odkupilo tehnologijo Studebaker Corporation, ki je bila naprednejša od Radarangove. Litton je razvil današnjo obliko pečice, prav tako je spremenil magnetron. Po razstavi v Chicagu je prodaja naglo narasla. Od leta 1970 pa do 1975 se je prodaja mikrovalovnih pečic v Združenih državah povečala iz 40.000 na milijon. Na Japonskem je zaradi cenejše izdelave magnetrona hitreje prodrla na trg.

## Opis
Mikrovalovna pečica uporablja mikrovalove za svoje delovanje. Sprošča jih v komoro, kjer je hrana. Valovi potujejo s frekvenco 2.455 GHz skozi hrano in jo pri tem segrevajo.
Najbolje vplivajo na vodo, ker je frekvenca 2.45 GHz še najbližje resonančni frekvenci vodika, ki je 1.420 GHz. Slabše deluje na lipide in maščobe. Voda ima izredno močen dipolni moment, kar pomeni, da je del molekule izredno pozitivno nabit, drug del pa negativno. Pri svojem potovanju skozi molekule vode se le-te tresejo. Molekule ustvarijo rotirajoče vibracijsko gibanje in pri tem udarjajo ob druge, kar se pretvarja v toploto.
Napačno je razmišljanje, da greje mikrovalovka od znotraj navzven. V resnici je to odvisno tako od sestave hrane, ki jo grejemo, kot tudi od frekvence. Valovi nižjih frekvenc bolje prodirajo v notranjost jedi. Prav tako kot pri ostalih načinih gretja, tudi mikrovalovi prodirajo od zunaj.
Večina pečic omogoča izbiranja različnih programov gretja, odtaljevalnega programa in moči gretja. Vendar pa namesto zmanjšanja moči valov pečice raje ugasnejo magnetron za določen čas, da se toplota porazdeli po ostalih delih hrane. Ta pojav se lahko opazi ob segrevanju določene vrste (zračne) jedi, ki se ob priklopu magnetrona dvigne, ob izklopu pa spusti.
Notranji prostor v mikrovalovni pečici predstavlja Faradayevo kletko, ki preprečuje izhod žarkov. Edini možen pogled v notranjost prostora je skozi mrežasto zaprta vrata. V mreži so okrogle luknje, ki zaradi svoje majhnosti preprečujejo izhod sevanja. Valovna dolžina mikrovalov je 12 cm. Sevanje svetlobe pa je mnogo krajše, kar pomeni, da svetloba lahko prehaja skozi luknjice.

### Sporne nevarnosti
Sevanje

Mikrovalovke nimajo dovolj energije, da bi ionizirale atome, molekule. Atomom ne morejo popolnoma odstraniti elektrona. Zaradi tega ne povzročajo raka (rentgenski žarki lahko ionizirajo atome in so rakotvorni). Rentgenski žarki so potencialno rakotvorni in bolj kot to destruktivni za dedni material celic zaradi dejstva, da imajo valovne dolžine od 10 nm do 0.01 nm, premer DNK pa je od 1 nm do nekaj nm.
Opekline lahko dobimo, če so ohišje ali vrata poškodovana, saj žarki izhajajo v prostor in tako »grejejo« naša tkiva. Nevarnost je večja pri delih telesa, ki toplote ne začutijo (npr. oči), kjer lahko dolgotrajna izpostavljenost privede do hudih poškodb.
Ostale nevarnosti

Prav tako je prepovedano dajati v pečico kovinske predmete kot so jedilni pribor, jeklene paličice za nabodala, aluminijasta folija, krožnike z zlatimi obrobami. Prevodniki (diamagnetiki) v mikrovalovki odbijajo elektromagnetne valove, če imajo večjo površino kot je valovna dolžina mikrovalov (pri 2.45GHz je cca. 13 cm) ali če je površina vstavljenih kovinskih predmetov manjša inducirajo električne napetosti in tokove, kar oboje povzroči iskrenje, saj je v mikrovalovki prisotna visoka napetost pri mikrovalovni frekvenci, visoka napetost pa ima tudi karakteristike ognja, kar lahko privede do požara. Ogenj v mikrovalovni pečici, ki ima tudi infrardečo kombinirano pečico, pa lahko povzroči tudi morebitna nabrana maščoba na infrardečem grelnem telesu. 